# 亞瑟·楊格
亞瑟·楊格（英語：Arthur Young，1741年9月11日—1820年4月12日）是英格蘭在農業、經濟學、社會統計學方面的作家。1789年法國大革命後，他成為英國改革派的重要反對者。1767年起，楊格考察英國、法國等地的農村，並撰寫了一系列遊記。1784年，他創辦《農業年刊》，作為主要撰稿人。1793年，他擔任英國政府農業局的首任局長直到逝世，他被視為英國農業革命的先驅。

## 生平
在法國大革命爆發前夕，即1787年至1788 年間，他的遊歷遍佈法國，範圍從加來到比利牛斯山脈，及布列塔尼到弗朗什孔泰地區，他的遊記描繪了法國鄉下人民的貧苦生活。

## 著作
- 《愛爾蘭遊記》(1780)
- 《法蘭西旅遊》(1792)